# Mariano Cubí y Soler

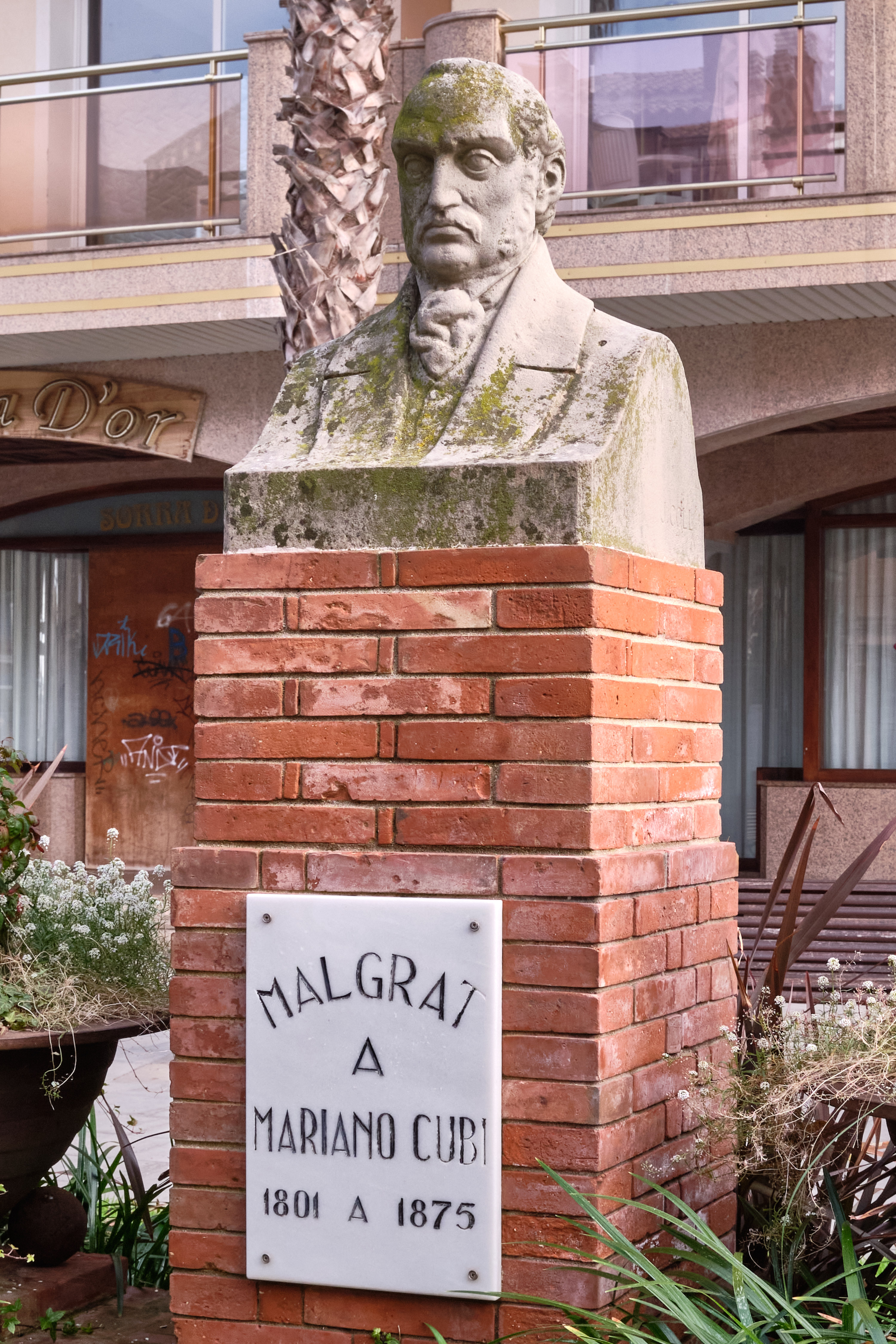
Escultura en Malgrat de Mar

Mariano Cubí y Soler (en catalán: Marià Cubí i Soler) (Malgrat de Mar, 15 de diciembre de 1801-Barcelona, 5 de diciembre de 1875) fue un lingüista y frenólogo español.

## Biografía
Cuando Cataluña fue ocupada por las tropas francesas e incorporada al Imperio Napoleónico (1810) se trasladó con su familia a Mahón (Menorca), entonces ocupada por los británicos. En 1819 la familia volvió a Malgrat pero él se quedó en Mahón aprendiendo idiomas y en 1820 se marchó a Estados Unidos. Vivió un tiempo en Washington D. C. y luego ocho años en Baltimore, donde fue profesor de español en el Colegio Saint Mary. En 1829 marchó a La Habana, donde fundó con Juan Olivella la Escuela Buenavista, primer centro de enseñanza secundaria en Cuba, y la  Revista Bimestre Cubana  (1831).
En 1832 marchó a Nueva Orleans y de allí hacia Tampico (México), donde fundó con el comerciante Tomás Rosell la escuela  Fuente de la Libertad . En 1835 volvió a Nueva Orleans y se interesó por la frenología, desarrollada por el fisiólogo alemán Franz Joseph Gall en 1796, y recorrió hospitales, universidades y prisiones de los Estados Unidos observando cráneos. En 1837 fue nombrado catedrático de idiomas modernos en la Universidad de Luisiana, cargo que dejó en 1842 para volver a Barcelona con la intención de difundir la frenología.
Una vez en Barcelona visitó cárceles y hospitales, al tiempo que editaba un manual de frenología. También se empieza a interesar por el magnetismo animal de Franz Anton Mesmer, antecedente del hipnotismo, y por la fisiognomonia. A partir de 1845 viaja por toda España dando cursos y conferencias para difundir la frenología, pero en mayo de 1847 fue detenido en La Coruña y procesado por el Tribunal Eclesiástico Santiago de Compostela. Después de permanecer preso once meses fue liberado sin cargos en abril de 1848.
Entonces volvió a Barcelona, donde dirigió la revista  La Antorcha  (1848-1850), de carácter científico y lingüístico, y publicó un manual de frenología que fue traducido al francés en 1858 bajo el mecenazgo del propio Napoleón III. Interesado por la lingüística, propuso una reforma ortográfica del castellano y prologó el libro de Antonio Fernández y Morales Ensayos poéticos en dialecto berciano  (1861), colección de poemas en gallego de El Bierzo. En 1867 visitó París para ver la Exposición Universal y recorrió Bélgica y Alemania. Después volvió a Barcelona, donde dedicó el resto de su vida a escribir tratados para difundir la frenología.
Murió soltero el 5 de diciembre de 1875 en la calle Diputación, núm. 363, 2º piso, de Barcelona, a los setenta y tres años de edad.

## La frenología según Cubí
Mariano Cubí señaló como principios básicos de la frenología:
- Las facultades del alma son innatas
- El cerebro es el órgano del alma.
- El alma manifiesta diversas facultades que ejercita a través de los órganos del cerebro.
- Tamaño y forma del cerebro están en función del tamaño y forma del cráneo.
- Toda facultad del alma tiene su lenguaje especial.

También se le considera precursor de la criminología, ya que se anticipó a las teorías de Cesare Lombroso afirmando la teoría de la existencia de los criminales natos incorregibles e irresponsables.

## Obras
- Extractos de los más célebres escritores y poetas españoles  (Baltimore, 1822)
- Gramática de la lengua castellana adaptada a toda clase de discípulos ...  (1824)
- El traductor español; oro, A new and practical system for traslating the spanish language  (1826)[3]
- Introducción a la frenología  (Nueva Orleans, 1836)
- A new Spanish grammar  (1840)
- Manual de frenología  (Barcelona, 1844)
- Sistema completo de frenología cono sobre aplicaziones al adelanto y mejoramiento del hombre individual y sozialmente consideración  (Barcelona, 1846)
- Manual práctico de magnetismo animal  (1845)
- Polémica religioso-frenolójico-magnética  (1848)
- Elementos de frenolojía, fisonomía y magnetismo humano en completa armonía  (1849)
- La frenolojía y sus glorias  (1853)

## Mariano Cubí en la Literatura
- Arencón y Arias, Toni. El alma del asesino. Premio Ribera del Ebro de narrativa 2014[4][5]
- Carnicer, Ramón (1969). Entre la ciencia y la magia: Mariano Cubí. Seix Barral.